# Raganfrid
Raganfrid (ook Ragenfrid, Ragenfred en Ragamfred) was de hofmeier van Neustrië en Bourgondië van 715, vlak na de dood van Pepijn van Herstal, tot 718 toen Karel Martel hem en zijn bondgenoten wist te verslaan en na het eind van de Frankische Burgeroorlog het gehele Frankische Rijk onder zijn gezag kreeg.
Het machtscentrum van Raganfrid lag in Vexin. Dagobert III stelde hem aan in plaats van Theudoald, de kleinzoon en erfgenaam van Pepijn, en zijn grootmoeder Plectrudis, maar hij werd genegeerd door zowel Plectrudis als Karel.
In 716 vochten Raganfrid en Dagoberts opvolger, Chilperik II, diep in het machtsgebied van de Pepiniden: het gebied bij de Maas en Ardennen. Ze sloten een alliantie met Dagoberts oude vijand, koning Radboud van Friesland. Gezamenlijk wisten de Neustriërs en de Friezen hun rivaal Karel Martel in de Slag bij Keulen te verslaan. Deze overwinning was echter tijdelijk. Nog in hetzelfde jaar leed Raganfrid een nederlaag in de Slag bij Amel.
Karel schoof zijn eigen Merovingische koning naar voren, Chlotharius IV. Raganfrid en zijn koning wisten Odo van Aquitanië over te halen om hen te helpen, maar ze werden in de Slag bij Soissons opnieuw verslagen. Raganfrids macht was gebroken en hij vluchtte naar Angers. Hij werd uit zijn functie van hofmeier ontslagen en hield na de Frankische Burgeroorlog alleen nog enige landerijen in het graafschap Anjou over.
In 724 kwamen de Neustriërs onder leiding van Raganfrid in opstand, maar ze waren geen partij voor Karel. Raganfrid overleed in 731.